# Campionati del mondo di atletica leggera 2022 - Staffetta 4×100 metri femminile
La staffetta 4×100 metri femminile dei campionati del mondo di atletica leggera 2022 si è svolta tra il 22 e il 23 luglio presso l'Hayward Field di Eugene, negli Stati Uniti d'America.

## Podio
| Pos.    | Nazionalità                                                                             | Prestazione |
| ------- | --------------------------------------------------------------------------------------- | ----------- |
| Oro     | Stati Uniti Melissa Jefferson, Abby Steiner, Jenna Prandini, Twanisha Terry             | 41"14       |
| Argento | Giamaica Kemba Nelson, Elaine Thompson-Herah, Shelly-Ann Fraser-Pryce, Shericka Jackson | 41"18       |
| Bronzo  | Germania Tatjana Pinto, Alexandra Burghardt, Gina Lückenkemper, Rebekka Haase           | 42"03       |

## Situazione pre-gara

### Record
Prima di questa competizione, il record del mondo (RM) e il record dei campionati (RC) erano i seguenti.
| Record                | Prestazione | Atleta                                                                                       | Data                               | Competizione         |
| --------------------- | ----------- | -------------------------------------------------------------------------------------------- | ---------------------------------- | -------------------- |
| Record mondiale       | 40"82       | Stati Uniti Tianna Madison, Allyson Felix, Bianca Knight, Carmelita Jeter                    | 10 agosto 2012 Londra, Regno Unito | Giochi olimpici 2012 |
| Record dei campionati | 41"07       | Giamaica Veronica Campbell-Brown, Natasha Morrison, Elaine Thompson, Shelly-Ann Fraser-Pryce | 29 agosto 2015 Pechino, Cina       | Mondiali 2015        |

### Campioni in carica
I campioni in carica, a livello mondiale e olimpico, erano:
| Campione | Atleta | Prestazione | Data                          | Competizione         |
| -------- | --- | ----------- | ----------------------------- | -------------------- |
| Olimpico | Giamaica Briana Williams, Elaine Thompson-Herah, Shelly-Ann Fraser-Pryce, Shericka Jackson, Natasha Morrison*, Remona Burchell* | 41"12       | 6 agosto 2021 Tokyo, Giappone | Giochi olimpici 2021 |
| Mondiale | Giamaica Natalliah Whyte, Shelly-Ann Fraser-Pryce, Jonielle Smith, Shericka Jackson, Natasha Morrison*                          | 41"44       | 5 ottobre 2019 Doha, Qatar    | Mondiali 2019        |

### La stagione
Prima di questa gara, gli atleti con le migliori tre prestazioni dell'anno erano:
| Pos. | Atleta                | Prestazione | Data                                              |
| ---- | --------------------- | ----------- | ------------------------------------------------- |
| 1    | Svizzera              | 42"13       | 30 giugno 2022 Stoccolma, Svezia                  |
| 2    | Gran Bretagna         | 42"29       | 21 maggio 2022 Birmingham, Regno Unito            |
| 3    | Tumbleweed Track Club | 42"33       | 16 aprile 2022 Gainesville, Stati Uniti d'America |

## Risultati

### Batterie
Le batterie di qualificazione si sono svolte il 22 luglio a partire dalle ore 17:40. I primi tre di ogni serie (Q) e i due tempi migliori tra gli esclusi (q) si qualificano alla finale.
| Pos. | Batteria | Corsia | Nazione       | Atlete                                                                             | Tempo | Note                                     |
| ---- | -------- | ------ | ------------- | ---------------------------------------------------------------------------------- | ----- | ---------------------------------------- |
| 1    | 2        | 2      | Stati Uniti   | Melissa Jefferson, Aleia Hobbs, Jenna Prandini, Twanisha Terry                     | 41"56 | Q                                        |
| 2    | 1        | 4      | Gran Bretagna | Asha Philip, Imani Lansiquot, Ashleigh Nelson, Daryll Neita                        | 41"99 | Q                                        |
| 3    | 1        | 8      | Giamaica      | Briana Williams, Natalliah Whyte, Remona Burchell, Kemba Nelson                    | 42"37 | Q                                        |
| 4    | 1        | 3      | Germania      | Tatjana Pinto, Alexandra Burghardt, Gina Lückenkemper, Rebekka Haase               | 42"44 | Q                                        |
| 5    | 2        | 8      | Spagna        | Sonia Molina-Prados, Jaël Bestué, Paula Sevilla, Maria Isabel Pérez                | 42"61 | Q                                        |
| 6    | 2        | 1      | Nigeria       | Joy Chinenye Udo-Gabriel, Favour Ofili, Rosemary Chukwuma, Nzubechi Grace Nwokocha | 42"68 | Q                                        |
| 7    | 2        | 4      | Italia        | Zaynab Dosso, Dalia Kaddari, Anna Bongiorni, Vittoria Fontana                      | 42"71 | q                                        |
| 8    | 2        | 7      | Svizzera      | Géraldine Frey, Sarah Atcho, Salomé Kora, Ajla Del Ponte                           | 42"73 | q                                        |
| 9    | 1        | 7      | Cina          | Li He, Ge Manqi, Wei Yongli, Liang Xiaojing                                        | 42"93 | Miglior prestazione personale stagionale |
| 10   | 1        | 1      | Canada        | Crystal Emmanuel, Khamica Bingham, Jacqueline Madogo, Leya Buchanan                | 43"09 |                                          |
| 11   | 1        | 6      | Polonia       | Magdalena Stefanowicz, Martyna Kotwiła, Marika Popowicz-Drapała, Ewa Swoboda       | 43"19 | Miglior prestazione personale stagionale |
| 12   | 1        | 5      | Giappone      | Masumi Aoki, Arisa Kimishima, Mei Kodama, Midori Mikase                            | 43"33 | Record nazionale                         |
| 13   | 2        | 6      | Danimarca     | Mette Graversgaard, Mathilde U. Kramer, Astrid Glenner-Frandsen, Ida Karstoft      | 43"46 | (.458)                                   |
| 13   | 2        | 5      | Paesi Bassi   | Andrea Bouma, Zoë Sedney, Minke Bisschops, Naomi Sedney                            | 43"46 | (.458)                                   |
| 15   | 2        | 3      | Ecuador       | Yuliana Angulo, Gabriela Anahi Suarez, Nicole Caicedo, Nicole Jazmine Chala        | 44"17 | Miglior prestazione personale stagionale |
| 16   | 1        | 2      | Irlanda       | Joan Healy, Adeyemi Talabi, Lauren Roy, Sarah Leahy                                | 44"48 |                                          |

### Finale
La finale si è svolta il 23 luglio alle ore 19:30.
| Pos     | Corsia | Nazione       | Atlete                                                                         | Tempo | Note                                     |
| ------- | ------ | ------------- | ------------------------------------------------------------------------------ | ----- | ---------------------------------------- |
| Oro     | 3      | Stati Uniti   | Melissa Jefferson, Abby Steiner, Jenna Prandini, Twanisha Terry                | 41"14 | Miglior prestazione mondiale stagionale  |
| Argento | 5      | Giamaica      | Kemba Nelson, Elaine Thompson-Herah, Shelly-Ann Fraser-Pryce, Shericka Jackson | 41"18 | Miglior prestazione personale stagionale |
| Bronzo  | 7      | Germania      | Tatjana Pinto, Alexandra Burghardt, Gina Lückenkemper, Rebekka Haase           | 42"03 | Miglior prestazione personale stagionale |
| 4       | 8      | Nigeria       | Joy Udo-Gabriel, Favour Ofili, Rosemary Chukwuma, Nzubechi Grace Nwokocha      | 42"22 | Record africano                          |
| 5       | 4      | Spagna        | Sonia Molina-Prados, Jaël Bestué, Paula Sevilla, Maria Isabel Pérez            | 42"58 | Record nazionale                         |
| 6       | 6      | Gran Bretagna | Asha Philip, Imani Lansiquot, Dina Asher-Smith, Daryll Neita                   | 42"75 |                                          |
| 7       | 1      | Svizzera      | Géraldine Frey, Mujinga Kambundji, Salomé Kora, Ajla Del Ponte                 | 42"81 |                                          |
| 8       | 2      | Italia        | Zaynab Dosso, Dalia Kaddari, Anna Bongiorni, Vittoria Fontana                  | 42"92 |                                          |